# Топча
То́пча — село у складі Корецької міської громади Рівненського району Рівненської області; населення — 209 осіб; перша згадка — 1629 рік[джерело?]. У селі є фельдшерсько-акушерський пункт, пошта.

## Географія
Село Топча знаходиться в Рівненському районі Рівненської області у східній його частині. Тип рельєфу – рівнина з великою кількістю крутосхилих долин і лугів. Село розташоване за 16 км від центру громади.
Якщо розглядати Топчу по фізико-географічному розташуванні, то вона розміщена у Лісостеповій зоні Західноукраїнської та зоні мішаних лісів Поліської фізико-географічної провінції. Ґрунти села дерново-підзолисті, сірі, сірі-лісові, які є характерними для Рівненського ґрунтового району.
Топча межує із такими селами як Велика Клецька, Річки, Харалуг, а також  Хмелівка.
Територією села протікає річка Топчанка, яка після проведення тут меліоративних робіт стала занепадати.
На території села Топча є значні поклади будівельних корисних копалин: піску, глини, каменю. У 1973 році тут проводилась геологічна розвідка і було виявлено малопотужні поклади залізної руди.

## Історія
Існує декілька легенд про походження назви села Топча. Під час татарської навали і спустошення Галицько – Волинського князівства населений пункт, що знаходився на даній території був зметений ворогами з лиця землі. Земля була втоптана ворожими кіньми. Звідси і пішла назва населеного пункту. Попередня назва поселення була Якубівка.
За іншою – навколишні землі були сильно заболочені – було багато «топей» - тому й Топча. 
За третьою з легенд – назва села має східне походження. За нею історія виникнення села Топча тісно пов’язана із історією села Харалуг. Оскільки у статті М.Т.Савки і Я.Д.Темчина, що називається «До історії мечів харалужних», яка була вміщена у журналі «Історичний український журнал №10 за 1965 р було доведено, що це село існувало уже з 12 ст.,то можна припустити, що Топча існувала також з цього часу. Це припущення робимо виходячи із легенди опублікованої кореспондентом газети «Жовтневі зорі» В.Світщуком: Князь Ігор повертається із походу, що сягнув аж у великі степи. Повертається із значною здобиччю і великою кількістю полонених. Їх отаборили на горбах, до яких впритул підступають численні болота, які багаті на залізну руду. Залізоробний промисел, як і землі навкруги, належав Дорогобузькому удільному князівству. Адже Дорогобуж, згадується в літописі вже у 1084 році, а від нього до згаданого району – день їзди конем.
Тиждень – другий пішли у полонених на відпочинок і влаштування житла:куренів та землянок. Закладалось поселення, що потім назвуть «Топчею». За назвою основної маси осілих тут людей – «кіпчаків». Для зручності і легкості вимовляння русичі їх стануть звати  «топчаками».
Коли ж з влаштуванням було закінчено, чоловіки з лопатами і кошиками потягнуться на луку. Під керівництвом місцевих рудокопів і наглядом сторожі добувати болотну руду. Вона залягає лінзовидними пластами глибиною від 0.2 до 7 м. По геологічним даним болотна руда в районі сіл Харалуг та Топча залягає на глибині 0.2 – 7 м. Вона містить 45% заліза, 8% марганцю. В її складі є титан, нікель,кобальт про те відсутні сірка, фосфор та інші шкідливі домішки. Саме в силу свого якісного складу харалузька сталь переважає ту, яка вироблялась в інших регіонах Русі.
Возити руду у Залізницю було далеко і важко. Значно вигідніше її переробляти на місці, поруч з добуванням. На підвищенні де руду просушували почнуть будувати домниці та кузні. Виникає нове поселення, нова точка залізоробного промислу поселення Харалуг.
Вже на початку 15 ст.. Корець, а разом із ним і поселення Топча переходить до представництва литовської великокнязівської династії  Гедиміновичів, які зробили Корець центром своїх володінь і стали зватися князями Корецькими.
Згідно архівних даних село Топча Ровенського повіту Межирицької волості згадується в історичних актах також і в  17 ст. Село належало до володінь князя Самуїла Корецького. За даними присяжних свічень про кількість димів у містах і селах, які підлягають оплаті подимного під час визвольної війни (1648-1654) у с.Топча налічувалось димів - 22, 1655-1658 – 0 димів. (Архів Південно-Західної Росії ч.VII т.2 стор.459).
Згідно даних книги « Корець і Коречинна» після «Переяславської угоди 1654 р.» між урядом Б.Хмельницького та Московським царством Корець та всі села Коречинни залишаються під владою Речі Посполитої. Хоча міста в прямому розумінні вже не було.
У Корці залишились близько 20-30 димів, тобто 2-3% передвоєнної кількості (1124). Деякі села перестали існувати взагалі. Після національно-визвольної війни з татарами поселення Топча було знищено  повністю. Лише згодом воно почалось відтворюватись на тому ж місці, але трохи на схід. І вже у 1741 році існувало відповідно до церковного архіву. Але більше як 100 років, після укладання договору між Росією і Польщею підписаним у 1686 році, який дістав назву Вічного миру, вся Правобережна Україна, а також Корець і в т.ч.Топча відійшли під протекторат Польщі.
Згідно з інформацією із вищезгаданого церковного архіву поселеннями В.Клецька та Топча правив поміщик Оміцинський. У 1741 році стараннями цього поміщика був побудований храм святого Великомученика Димитрія. Храм відвідували жителі трьох сіл  с.В.Клецька, с.Топча,с.Харалуг.
Другий храм побудований у 1862 році державою. Храм відвідували жителі сіл 
- Клецька  -345 осіб.;
- Топча  -  162 осіб.;
- Харалуг  - 262 осіб.

Священником був Сильвестер Кольчинський, дяком Адронник Цисельський. Якщо храм слугував 120 років, то другий постраждав через 35 років від грози. Назріла потреба в будівництві нового храму – третього.
Згідно даних книги Н.І.Теодорович «Историко-статистическое  описание» церков  і приходів Волинської єпархії село Топча у 1862 році відносилась до Межирицької волості і знаходилось від Рівного 65 верстов від почтової станції Корець 14 верстов. 
Даних про життя поселення Топча у 19 столітті у архіві РОДА ніяких не зберіглося.        
На початку 20 ст. відбулося масове переселення громадян Польщі та Німеччини до с. Топча у зв’язку з чим спостерігався колосальний розвиток населеного пункту. Було відкрито чотири школи, дві, на Воднику і Ваславці, де жили поляки, одна на німецькій колонії і одна в селі. В школах викладали поляки, а також сполячені українці, так місцеві жителі називали українців, які прийняли католицьку віру, тобто переходили у шляхтичів. У школі було 4 класи. Але вчились в школах в основному поляки, німці, українців було мало. В школі вчили польську, українську мови, математику, релігію і історію Польщі. В селі стояла німецька церква- кірха. Був польський млин та корчма.
Поляки хотіли робити в Топчі районний центр. На Ваславці будували «Льодовий дом» - тюрму, а в селі почали будувати костьол. 
Згідно церковних даних у 1926 році в селі Топча було православних  жителів 226 чоловіків і 208 жінок, католиків поляків – 124 чоловіка і 137 жінок, лютеранів – німців -156 чоловіків і 162 жінки.
В архіві РОДА є протокол №8 Зібрання  Громадської Ради с.Топча Межирицької гміни Рівненського повіту від 27 вересня 1935 року. Згідно цього протоколу Рада громадян с.Топча в кількості 16 осіб і в присутності солтиса Гжешоша Чеплинського вибирали збирачів податку грунтового. Одночасно було вибрано Вільгельма Маєра та його заступника Еміля Гільшера. Згідно цього документа обсяг грунту в селі Топча, з якого збирався податок становив 590 га (фонд №101, опись №1, дело №155-156).  
Згідно з пактом Молотова – Рібентроппа 23 серпня 1939 році Західна Україна увійшла до сфери впливу Радянського Союзу. В селі Топча було встановлено Радянську владу.
В 1939 році масово з села Топча почали виїжджати поляки, а за ними і німці. 
Топча стала тим місцем згідно часопису «Свічник» звідки почався Євангельський рух на Рівненщині.
В 1942 році виник колгосп, який очолював Пікарський Володимир Степанович. В тому ж році та кількох наступних, а саме в 1946-1948 був голод.
В 1949 р. була створена артіль імені Ворошилова. Першим керівником став Єфстафій Григорович Літвинчук. За свідченням очевидців місцеве населення в колгосп йшло з неохотою і страхом. Сільгоспінвентар з господарств селян збирали силою. В колгосп перш за все ішли бідні  селяни, тільки згодом мешканці села масово вступали в колгосп.
Село з початком 50 років почало розбудовуватись. У 1952 – 1953 рр була побудована десятирічна школа. Згодом у 1958-1959 роках в селі була збудована лікарня з поліклінікою. Відкрито бібліотеку та поштове відділення, клуб. 
Об’єднавши два колгоспи у 1958 році був створений один ім..Котовського на базі трьох сіл Топча, с.В.Клецька та с.М.Клецька. Правління колгоспу знаходилось в с.Топча. 
На момент 2021 року с.Топча – це невелике село, де знаходиться 80 будинків, проживає 215 жителів. 

## Персоналії

### Зв'язок
Бувши учнем Рівненської гімназії, у Топчі, у маєтку своєї тітки, кілька років поспіль проводив літні канікули майбутній російський письменник Володимир Короленко[джерело?].